# Гринвуд, Сэм
Сэм Гри́нвуд (англ. Sam Greenwood; родился 26 января 2002) — английский футболист, нападающий клуба «Лидс Юнайтед».

## Клубная карьера
Выступал за молодёжные команды «Сандерленда» и «Арсенала». 28 августа 2020 года перешёл в «Лидс Юнайтед», подписав трёхлетний контракт.
10 января 2021 года дебютировал в основном составе «Лидс Юнайтед» в матче Кубка Англии против «Кроли Таун». 18 декабря 2021 года впервые сыграл в Премьер-лиге, выйдя на замену в матче против «Арсенала».

## Карьера в сборной
Выступал за сборные Англии до 16, до 17, до 18, до 20 лет и до 21 года.